# Ersguterjunge
Ersguterjunge, stylisé ersguterjunge (contraction de « er ist ein guter Junge » soit en français « c'est un bon garçon ») est un label discographique allemand, basé à Berlin. Il est fondé en 2004 par le rappeur Bushido et D-Bo, et est affilié à la major Sony BMG après sa séparation avec le label indépendant berlinois Aggro Berlin. Il était le concurrent direct d'Aggro Berlin, ancien label de Bushido qui a cessé ses activités en 2009.

## Histoire

### 2004–2006
Le nom de Ersguterjunge provient de la phrase que le père de Bushido a prononcé en parlant de son fils quand il était enfant, « Er ist ein guter Junge. ». C'est également une allusion à l'argot de l'allemand d'une partie de la population immigrée en Allemagne, surtout de la Turquie et du Proche-Orient. Cette phrase contractée était entendue par Bushido comme un nom de label plus intéressant que « Killa Ghetto Gangsta Brother », ou autre phrase dans le genre.
Baba Saad est impliqué dans l'enregistrement de l'album de Bushido Electro Ghetto et depuis lors, appartient à son groupe. Un an plus tard, il publie, en collaboration avec Bushido, Carlo Cokxxx Nutten 2 (sous les noms de Sonny Black Bushido et Baba Saad). L'album arrive à la troisième place des classements allemands. Bass Sultan Hengzt signe au début de 2005 un contrat avec Ersguterjunge, mais quitte le label peu de temps après la publication de son album Rap braucht immer noch kein Abitur en juin 2005, ainsi que les producteurs et DJs Ilan et Devin, pour des raisons personnelles. Après le départ d'Ilan et Devin, le duo de producteurs Beatlefield composé de DJ Stickle et Chakuza les remplace. Chakuza publie au mois d'avril de l'année suivante l'album Suchen und Zerstören, qui atteint la 50e place des classements allemands. L'album est la suite spirituelle de Carlo, Cokxxx, Nutten de Bushido et Fler. Ce dernier rejoint cependant le label depuis 2009 et publient un album homonyme.
L'équipe de production du label sera complète en avril 2006 avec l'arrivée de Screwaholic et celle, un mois plus tard, du rappeur et producteur Bizzy Montana,. En octobre 2006 apparait l'album Blackout de Chakuza et Bizzy Montana dans la liste de production du label. En novembre 2006, la rappeuse Bahar, quitte le label sous prétexte que celui-ci ne lui offre aucune perspective dans le futur. De même pour la rappeuse Billy, qui apparaissait pourtant sur la première mixtape du label, Ersguterjunge Präsentiert Sampler vol. 1 : Nemesis. En décembre 2006 arrive un nouveau rappeur sur le label : Nyze, qui était déjà présent sur certaines chansons paruessous celui-ci. Toujours en décembre, Eko Fresh signe sous le label de Bushido, avec lequel il travaille sur un album : Ekaveli. En janvier 2007, Nyze publie son premier album sous Ersguterjunge : Geben und Nehmen. En même temps, Baba Saad prolonge son contrat d'un album avec le label.

### Depuis 2007
Bushido lance en 2007 un girl group appelé Bisou, composé d'anciennes candidates de l'émission Popstars besteht. Deux autres artistes signent ensuite sous Ersguterjunge : Kay One et Tarééc. Le 8 juin 2007 sort l'album M.a.d.U. - Mukke aus der Unterschicht de Bizzy Montana, qui atteint alors la 61e place des classements allemands. À la fin du mois de juin de 2007, Bushido change de major, et rompt avec la branche « musique urbaine » d'Universal Music pour signer un contrat chez Sony BMG. Le premier album publié sous Ersguterjunge et distribué par Sony BMG est l'album solo de Bushido 7. Sept albums produits par Ersguterjunge sont certifiés disque d'or : Electro Ghetto, Staatsfeind Nr.1, Von der Skyline zum Bordstein zurück, 7, Ersguterjunge Sampler Vol. 2 - Vendetta, Heavy Metal Payback, et Zeiten Ändern Dich. Le premier DVD live du label, Deutschland gib mir ein Mic, est également certifié disque d'or, ainsi que son single Für Immer Jung (en featuring avec Karel Gott). Les albums Von der Skyline zum Bordstein zurück et 7 sont jusqu'ici les seuls albums du label à avoir atteint le statut de disque de platine.
Eko Fresh annonce en 2008 sur sa page Myspace la fin de sa carrière de rappeur. Cependant, celui-ci avait déjà quitté le label auparavant, au terme d'un différend entre lui et Bushido. En mars 2009, Screwaholic quitte le label pour produire d'autre styles musicaux. Depuis la fin de l'activité d'Aggro Berlin, l'ancien ami de Bushido, Fler, reçoit une proposition de celui-ci pour intégrer Ersguterjunge. Les deux compères enregistrèrent leur seconde mixtape sous les mêmes pseudonymes que sur leur première. Ainsi, Carlo, Cokxxx, Nutten II est publié, avec comme artistes Sonny Black (Bushido), Frank White (Fler), et Kay One sur une de leurs chansons. L'album connait un réel succès, et Fler annonce alors avoir accepté la proposition de Bushido de faire partie intégrante du label ; le 11 juin 2010, il publie son cinquième album solo, et son premier sous Ersguterjunge, intitulé Flersguterjunge. Summer Cem n'est pas encore sous contrat avec Ersguterjunge. 
Bushido, entre 2004 et 2009, n'était donc plus ami avec Fler, et on dénombre quelques albums que Bushido a enregistré avec Aggro Berlin qu'il a ré-enregistré avec de nouvelles chansons et des artistes de son label. Ainsi, Vom Bordstein Bis Zur Skyline connait une suite chez Ersguterjunge, Von der Skyline zum Bordstein zurück. Une chanson présente sur le premier album, Gemein Wie 10, est devenue sur Electro Ghetto : Gemein wie 100. Le premier album Carlo, Cokxxx, Nutten est ré-enregistré avec Baba Saad en 2005 sous le nom de Carlo Cokxx Nutten 2. Bushido et Fler ont, en 2009, enregistré la suite du tout premier CCN sous le même nom que celui où est présent Baba Saad dans l'idée de passer officiellement l'éponge sur tous leurs anciens différends, et quelques chansons ont connu une seconde partie (Zukunft sur CCN, Zukunft Part. 2 sur CCN2, ainsi que Zeiten Ändern Sich sur 7, et Zeiten Ändern Sich Part. 2 sur CCN2.

## Artistes

### Artistes actuels
| Nom     | Place                 | Activité    |
| ------- | --------------------- | ----------- |
| Bushido | Rappeur et producteur | Depuis 2004 |

### Anciens artistes
| Nom                | Place                 | Activité  |
| ------------------ | --------------------- | --------- |
| Bahar              | Rappeuse              | 2004-2006 |
| Bass Sultan Hengzt | Rappeur               | 2005      |
| Billy              | Rappeuse              | 2004-2006 |
| Demir Music        | Rappeur               | 2004-2005 |
| DJ Ilan            | Producteur            | 2004-2005 |
| D-Bo               | Producteur et rappeur | 2004-2009 |
| Eko Fresh          | Rappeur               | 2006-2008 |
| Screwaholic        | Producteur            | 2006-2009 |
| Chakuza            | Producteur et rappeur | 2005-2010 |
| DJ Stickle         | Producteur et DJ      | 2005-2010 |
| Tarééc             | Chanteur              | 2007-2010 |
| Baba Saad          | Rappeur               | 2005-2011 |
| Fler               | Rappeur               | 2009-2011 |
| Nyze               | Rappeur               | 2006-2011 |
| Bizzy Montana      | Producteur et rappeur | 2006-2011 |
| Kay One            | Rappeur               | 2007-2012 |
| Shindy             | Rappeur               | 2012      |

## Discographie

### Albums studio
| Année | Titre                                                                          | Artiste                   | Classements (ALL) | Statut            | Remarque                                                         |
| ----- | ------------------------------------------------------------------------------ | ------------------------- | ----------------- | ----------------- | ---------------------------------------------------------------- |
| 2004  | King of Kingz 2004 Edition                                                     | Bushido                   | -                 | -                 | -                                                                |
| 2004  | Electro Ghetto                                                                 | Bushido                   | 6                 | Disque d'or       | 2 Ré-Editions                                                    |
| 2005  | Carlo Cokxxx Nutten II                                                         | Sonny Black & Baba Saad   | 3                 | -                 | -                                                                |
| 2005  | King of Kingz / Demotape-Extend                                                | Bushido                   | 55                | -                 | -                                                                |
| 2005  | Staatsfeind Nr. 1                                                              | Bushido                   | 4                 | Disque d'or       | -                                                                |
| 2006  | Bushido präsentiert: ersguterjunge Sampler Vol.1 - Nemesis                     | Various Artists           | 4                 | -                 | -                                                                |
| 2006  | DJ Stickle präsentiert: Suchen & Zerstören                                     | Chakuza                   | 50                | -                 | -                                                                |
| 2006  | Deutschland gib mir ein Mic (Live CD/DVD)                                      | Bushido                   | 10                | Disque d'or       | -                                                                |
| 2006  | Das Leben ist Saad                                                             | Baba Saad                 | 15                | -                 | -                                                                |
| 2006  | Von der Skyline zum Bordstein zurück                                           | Bushido                   | 2                 | Disque de platine | Existe en version premium incluant Vom Bordstein Bis Zur Skyline |
| 2006  | Blackout                                                                       | Chakuza & Bizzy Montana   | 69                | -                 | -                                                                |
| 2006  | Bushido präsentiert: ersguterjunge Sampler Vol.2 – Vendetta                    | Various Artists           | 7                 | Disque d'or       | Existe en version Premium                                        |
| 2007  | Geben & Nehmen                                                                 | Nyze                      | 87                | -                 | -                                                                |
| 2007  | City Cobra                                                                     | Chakuza                   | 10                | -                 | -                                                                |
| 2007  | M. a. d. U. (Mukke aus der Unterschicht)                                       | Bizzy Montana             | 61                | -                 | -                                                                |
| 2007  | 7                                                                              | Bushido                   | 1                 | Disque de platine | Existe en version Premium.                                       |
| 2007  | Bushido präsentiert: ersguterjunge Sampler Vol. 3 - Alles Gute kommt von unten | Various Artists           | 8                 | -                 | Existe en version Premium.                                       |
| 2008  | 7 LIVE                                                                         | Bushido                   | 3                 | -                 | -                                                                |
| 2008  | Saadcore                                                                       | Baba Saad                 | 9                 | -                 | Existe en version Premium.                                       |
| 2008  | Unter der Sonne                                                                | Chakuza                   | 9                 | -                 | Existe en version Premium.                                       |
| 2008  | M. a. d. U. 2 (Mukke aus der Unterschicht)                                     | Bizzy Montana             | 35                | –                 | –                                                                |
| 2008  | Heavy Metal Payback                                                            | Bushido                   | 1                 | Disque d'or       | Existe aussi en version Live, Premium et Deluxe Box Premium.     |
| 2009  | Hoffnung                                                                       | Tarééc                    | –                 | –                 | –                                                                |
| 2009  | M. a. d. U. 3 (Mukke aus der Unterschicht)                                     | Bizzy Montana             | 45                | –                 | –                                                                |
| 2009  | Amnezia                                                                        | Nyze                      | 67                | –                 | –                                                                |
| 2009  | Carlo Cokxxx Nutten 2                                                          | Sonny Black & Frank White | 3                 | -                 | Existe en version Premium.                                       |
| 2010  | Zeiten ändern Dich                                                             | Bushido                   | 2                 | Disque d'or       | Existe en version Premium et Limitierte Deluxe Box.              |
| 2010  | Monster in mir                                                                 | Chakuza                   | 8                 | -                 | -                                                                |
| 2010  | Kenneth allein zu Haus                                                         | Kay One                   | 7                 | –                 | Existe en version Premium.                                       |
| 2010  | Flersguterjunge                                                                | Fler                      | 4                 | –                 | Existe en version Premium.                                       |
| 2010  | Berlins Most Wanted                                                            | Berlins Most Wanted       | 2                 | –                 | Existe en version Deluxe Premium.                                |
| 2010  | Suchen Und Zerstören 2                                                         | Chakuza                   | 8                 | -                 | -                                                                |
| 2011  | Jenseits Von Gut Und Böse                                                      | Bushido                   | 1                 | -                 | Existe en version Premium et Deluxe.                             |
| 2011  | 23                                                                             | Bushido & Sido            | 3                 | -                 | Existe en version Premium et Deluxe.                             |
| 2012  | Prince of Belvedair                                                            | Kay One                   | 4                 | -                 | Existe en version Premium.                                       |
| 2012  | AMYF                                                                           | Bushido                   | 1                 | -                 | Existe en version Premium et Limitierte Deluxe Box.              |

### Singles
| Année | Titre                                | Artiste                                       | Charts | Charts | Charts |
| Année | Titre                                | Artiste                                       | ALL    | AUT    |        |
| ----- | ------------------------------------ | --------------------------------------------- | ------ | ------ | ------ |
| 2004  | Electro Ghetto                       | Bushido                                       | 31     | -      |        |
| 2004  | Nie wieder                           | Bushido                                       | 53     | -      |        |
| 2005  | Hoffnung stirbt zuletzt              | Bushido & Cassandra Steen                     | 29     | -      |        |
| 2005  | Nie ein Rapper                       | Bushido & Saad                                | 24     | -      |        |
| 2005  | Endgegner                            | Bushido                                       | 13     | 48     |        |
| 2006  | Augenblick                           | Bushido                                       | 17     | 42     |        |
| 2006  | Womit hab ich das verdient           | Baba Saad                                     | 68     | -      |        |
| 2006  | Von der Skyline zum Bordstein zurück | Bushido                                       | 14     | 34     |        |
| 2006  | Sonnenbank Flavour                   | Bushido                                       | 15     | 25     |        |
| 2006  | Vendetta                             | Bushido, Chakuza & Eko Fresh                  | 32     | 61     |        |
| 2007  | Janine                               | Bushido                                       | 23     | 35     |        |
| 2007  | Eure Kinder                          | Chakuza Feat. Bushido                         | 27     | 51     |        |
| 2007  | Die erste Träne                      | Bisou                                         | 23     | 49     |        |
| 2007  | Sollten alle untergehen              | Chakuza                                       | 72     |        |        |
| 2007  | Alles verloren                       | Bushido                                       | 4      | 3      |        |
| 2007  | Reich Mir Nicht Deine Hand           | Bushido                                       | 23     |        |        |
| 2007  | Ring frei                            | Eko Fresh feat. Bushido                       | 64     |        |        |
| 2007  | Alles Gute kommt von unten           | Bushido feat. Chakuza & Kay One               | 57     | 68     |        |
| 2008  | Regen                                | Baba Saad Feat. Bushido                       | 67     | -      |        |
| 2008  | Unter der Sonne                      | Chakuza Feat. Bushido                         | 38     | 54     |        |
| 2008  | Ching Ching                          | Bushido                                       | 9      | 16     |        |
| 2008  | Für das Volk                         | Tarééc Feat. Chakuza                          | -      | -      |        |
| 2008  | Für immer jung                       | Bushido Feat. Karel Gott                      | 5      | 25     |        |
| 2009  | Eine Chance / Zu Gangsta             | Sonny Black Feat. Frank White                 | 26     | 26     |        |
| 2010  | Alles wird gut                       | Bushido                                       | 4      | -      |        |
| 2010  | Monster                              | Chakuza feat. Konshens                        | -      | -      |        |
| 2010  | Style & Das Geld                     | Kay One feat. Bushido                         | -      | -      |        |
| 2010  | Ich brech die Herzen                 | Kay One                                       | 67     | -      |        |
| 2010  | Mit dem BMW / Flersguterjunge        | Fler feat. Bushido                            | -      | -      |        |
| 2010  | Das Alles Ist Deutschland            | Fler feat. Bushido                            | 28     | -      |        |
| 2010  | Berlins Most Wanted                  | Berlins Most Wanted (Bushido, Fler & Kay One) | 31     | -      |        |
| 2010  | Schwer Erziehbar                     | Fler                                          | -      | -      |        |
| 2011  | Vergiss Mich                         | Bushido feat. J-Luv                           | 3      | 3      |        |
| 2011  | Wärst Du Immer Noch Hier             | Bushido                                       | 44     | 48     |        |
| 2011  | So Mach Ich Es                       | Bushido & Sido                                | 23     | 32     |        |
| 2011  | Erwachsen Sein                       | Bushido & Sido feat. Peter Maffay             | 29     | 29     |        |
| 2012  | I Need a Girl Part 3                 | Kay One feat. Mario Winans                    | 29     | 44     |        |

### DVD
- 2006 : Deutschland gib mir ein Mic (Bushido, V.A.; #1)
- 2008 : 7 LIVE
- 2009 : Heavy Metal Payback Live
- 2010 : Zeiten Ändern Dich (Le film autobiographique de Bushido)

## Récompenses

### Allemagne
- 2006 : Pour l'album solo de Bushido Electro Ghetto (disque d'or)
- 2006 : Pour l'album solo de Bushido Staatsfeind Nr.1 (disque d'or)
- 2006 : Pour le DVD live Deutschland gib mir ein Mic (disque d'or)
- 2007 : Pour le 2nd sampler de Ersguterjunge Vendetta (disque d'or)
- 2007 : Pour l'album solo de Bushido Von der Skyline zum Bordstein zurück (disque de platine)
- 2008 : Pour l'album solo de Bushido 7 (disque de platine)
- 2010 : Pour le single de Bushido Für Immer Jung (feat. Karel Gott) (disque d'or)
- 2010 : Pour l'album solo de Bushido Heavy Metal Payback (disque d'or)
- 2010 : Pour l'album solo de Bushido Zeiten Ändern Dich (disque d'or)

### Autriche
- 2007 : Pour l'album solo de Bushido Von der Skyline zum Bordstein zurück (disque d'or)
- 2011 : Pour l'album solo de Bushido Heavy Metal Payback (disque d'or)
- 2011 : Pour l'album solo de Bushido Zeiten Ändern Dich (disque d'or)
- 2011 : Pour l'album collectif de Bushido & Sido 23 (disque d'or)
- 2011 : Pour l'album solo de Bushido 7 (disque de platine)

## Autres récompenses
- Bambi 2011: Icône pour l'intégration - Bushido
- Bravo Otto 2005: HipHop Act national: Argent (Place 2) – Bushido
- Bravo Otto 2006: HipHop Act national: Argent (Place 2) – Bushido
- Bravo Otto 2007: HipHop Act national: Or – Bushido
- Bravo Otto 2008: HipHop Act national: Or – Bushido
- Bravo Otto 2009: Meilleur Chanteur / Artiste: Bronze – Bushido
- Bravo Otto 2010: Rappeur national: Or – Bushido
- Comet 2007: Meilleur Artiste National – Bushido
- Comet 2008: Meilleur Artiste National – Bushido
- Echo 2006: Meilleur Artiste Live – Bushido
- Echo 2007: Meilleur Artiste Rap/RnB National – Bushido
- Echo 2008: Meilleur Artiste Rap/RnB National – Bushido
- Echo 2008: Meilleure prestation – Bushido
- Echo 2012: Meilleure vidéo - Bushido & Sido avec "So mach ich es"
- Goldener Pinguin 2007: Rappeur de l'Année – Bushido
- Goldener Pinguin 2008: Rappeur de l'Année – Bushido
- Goldener Pinguin 2009: Rappeur de l'Année – Bushido
- GQ Award 2010: Le musicien national de l'année – Bushido
- MTV European Music Award 2006: Meilleur artiste Allemand – Bushido
- MTV European Music Award 2007: Meilleur artiste Allemand – Bushido